# 눈발
"눈발"은 2017년에 개봉한 대한민국의 영화이다.

## 캐스팅
- 진영 : 조민식 역
- 지우 : 양예주 역
- 신안진 : 현오 역
- 정나온 : 미희 역
- 장명갑 : 양상만 역
- 김기주: 남곤 역
- 이태준: 상득 역
- 이찬희: 진호 역
- 장희령 : 수정 역
- 박가영 : 유경 역
- 이해성 : 태수 역
- 김승태 : 집사 역
- 이윤희 : 형사 1 역
- 김성범 : 형사 2 역
- 오만석 : 건강원 주인 역
- 신미영 : 화장품 가게 주인 역
- 엄옥란 : 모텔 주인 역
- 김찬이 : 모텔 남자 역
- 주성휘 : 모텔 여자 역
- 김삼일 : 배둔전자 주인 역
- 하시연 : 담임선생 역
- 박경연 : 음악선생 역
- 서수민 : 반장 역
- 김호성 : 동우 역
- 김숙경 : 미용실 원장 역
- 이상두 : 미용실 손님 역
- 문태성 : 버스 기사 역
- 천옥자 : 버스 승객 역
- 김시영 : 교회 주부 역
- 양시우 : 주부아들 역
- 양민철 : 주부남편 역
- 박용우 : 수의사 역
- 문태호 : 방역사 1 역
- 문룡 : 방역사 2 역
- 박민식 : 횟집 손님 1 역
- 박순철 : 횟집 손님 2 역
- 이강호 : 횟집 손님 3 역
- 김순호 : 횟집 손님 4 역
- 장요섭 : 교회 신도 1 역
- 양경숙 : 교회 신도 2 역
- 정현경 : 교회 신도 3 역
- 양시온 : 교회 신도 4 역